# 苏志希
苏志希（1946年8月—），男，甘肃兰州人，中华人民共和国政治人物，曾任甘肃省财政厅厅长、党组书记，甘肃省人大常委会副主任。